# 太湖隧道
太湖隧道是位于江苏省无锡市滨湖区的一条穿越太湖的隧道，是 沪常高速（苏锡常南部高速）的组成部分，全长10.79公里。

## 历史
其于2018年1月9日正式开工，2018年6月28日土方开挖，至2020年12月13日，南泉段土方全部开挖完成，隧道进入主体结构的施工阶段，2021年1月9日，马山段土方开挖完成，至此，太湖隧道土方开挖全部结束，2021年10月8日全线贯通，2021年12月30日通车。2022年入选“2022中国新时代100大建筑”名单。

## 通行

### 限速
太湖隧道开通初期限速80km/h，后于2024年9月提高到100km/h。

### 收费
太湖隧道针对普通客车收费45-90元，货车收费50-240元，对于无锡籍非营业的9座及以下安装有ETC的客车实行优惠政策，经指定互通通行可享受15元/次的优惠价。2024年底，该政策延长期限，并将价格调整至10元/次。